# Maarit Fagerholm
Maarit Fagerholm (1957) is een dartsspeelster uit Zweden.
Fagerholm haalde de finale van de WDF Europe Cup 1986. Ze verloor die finale van Jayne Kempster uit Engeland met 0-4. Ook haalde ze op de WDF Europe Cup 1986 de finale van het koppeltoernooi met Carina Sahlberg. Ze verloren van het Engelse koppel Jayne Kempster en Linda Batten met 2-4. Fagerholm won drie keer de Sweden Open in 1984, 1985 en 1986. In 1985 won ze de Finnish Open door in de finale Eila Nikander uit Finland te verslaan. In 1987 won ze de Nordic Cup Open door landgenoot Helena Ohlssen in de finale te verslaan.